# Praterfrühling

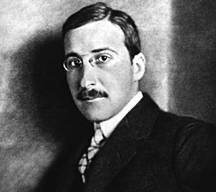
Stefan Zweig (ca. 1912)

Praterfrühling ist eine 1900 erschienene Erzählung des österreichischen Autors Stefan Zweig.
Praterfrühling ist eines der ersten Werke des damals noch 18-jährigen Schriftstellers. Die Erzählung erschien im Oktober und November 1900 in zwei Teilen in der Zeitschrift Stimmen der Gegenwart und handelt von der bürgerlichen Geliebten eines Grafen. Als ihre Schneiderin ihr Kleid für den Wiener Prater nicht rechtzeitig liefert, zieht sie wieder ihre alten Kleider an und mischt sich unter das einfache Volk. Auf dem Prater fühlt sie sich in der Zeit zurückversetzt, „als sei sie wieder das schmächtige lebensdurstige Vorstadtkind von einstmals“. Sie spricht den Wiener Dialekt, nutzt statt „Lizzie“ ihren Kindernamen „Lise“ und lässt sich auf eine Liebschaft mit einem Studenten ein. Am folgenden Tag begreift sie jedoch, dass eine Rückkehr in ihr altes Leben als einfache Bürgerin unmöglich wäre. Für Zweigs frühe Erzählungen ist hier der Bezug auf Schein und Sein des Adels und das Klassensystem des Wiens der Jahrhundertwende. Von der Forschung wurde sie allerdings bisher nur wenig betrachtet.